# Online Computer Library Center
Online Computer Library Center, Inc.（頭字語：OCLC）は、世界で最も大規模な書誌ユーティリティ。「非営利で会員制のコンピュータライブラリサービスと研究組織であり、世界中の情報へのアクセスを促進し、情報コストを下げること」を目的としている。1967年、Ohio College Library Center として設立され、1981年に名称を変更した。
創設時の名称からも分かるとおり、当初はアメリカ合衆国オハイオ州の54の大学図書館間ネットワークとして設立されたが、1977年にオハイオ州以外の図書館も利用できるようになり、アメリカ国内のみならず、世界各地から参加する館が現れ、2010年時点で世界中の171の国と地域にある7万以上の図書館が OCLC に参加し、サービスを利用して図書館の資料を探し、取得し、カタログ化し、貸し出し、保護している。創設者は図書館員で教育者でもあったフレッド・キルゴアで、本拠地はアメリカ合衆国オハイオ州ダブリンにある。
2002年、OCLC は世界最大の電子コンテンツプロバイダ NetLibrary を買収した。OCLCの100パーセント子会社 OCLC PICA はオランダのライデンに本社があり、図書館自動化システム/サービスを提供する企業であったが、2007年末に OCLC に吸収合併された。2006年6月、Research Libraries Group (RLG) が OCLC に吸収合併された。2008年1月11日、OCLC は図書館で広く使われているソフトウェア EZproxy の買収を発表した。

## 主なサービス
OCLCは、書誌情報、抄録、全文の情報を図書館、学生、教育機関、学者などそれらの情報を求めている人々に提供している。
OCLCは加盟図書館と協力し、WorldCat (OCLC Online Union Catalog) という世界最大のオンライン蔵書目録（OPAC）を作り、保守している。WorldCatには世界中の主な図書館の蔵書目録が集められている。WorldCatは多くの図書館や大学のコンピュータネットワークからアクセスできる。Open WorldCat プロジェクトでは、WorldCat に集められた蔵書目録を通常のインターネット検索、書誌的サイト、書籍販売サイトで利用可能にしようとしている。2005年10月、OCLCの技術スタッフはウィキ風のサイトを公開し、WorldCat内の任意の記録に対応した情報にタグを付けつつ、読者や図書館員がコメントを付けられるようにしている。
OCLCは、印刷物のマイクロフィルム化とデジタル化を行う OCLC Preservation Service Center を運営していた（本拠地はペンシルベニア州ベスレヘム）。図書館、博物館、歴史関連団体、大学などがこれを利用し、印刷物、書籍、地図、写本、新聞などをマイクロフィルム化していた。また、印刷物やマイクロフィルムをデジタル化してコンピュータで利用できるようにするサービスも行っていた。OCLC Preservation Service Center は2009年8月1日、Backstage Library Works に売却された。

## WorldCat
OCLCはWorldCatのデータベースを利用した図書館の目録作成サービスを提供している。以前は OCLC Passport というプログラムが使われていたが、2001年に Connexion が新たに登場し、Passport は2005年5月にサービス停止した。
WorldCatのデータベースには、Machine Readable Cataloging (MARC) フォーマットのレコードが集積されており、それらは目録作成ツールを利用する世界中の目録作成者から提供されたものである。MARCフォーマットのレコードを各図書館のローカルな目録システムにダウンロードし、その図書館の蔵書と同じ本のレコードを再利用し、目録作成の手間を省くことができる。
2007年2月現在、11億冊以上の目録がデータベース化されており、世界最大の書誌データベースとなっている。Connexion は図書館員であれば利用でき、ダウンロードしてインストールする形でも使えるし、connexion.oclc.org というウェブにアクセスする形でも利用できる。
WorldCat はFirstSearchというウェブベースのサービスや Open WorldCat を使って一般の人でも検索できる。

## デューイ十進システム
1988年、Forest Press を買収した際に、デューイ十進分類法に関する商標や著作権も OCLC が所有することとなった。

## WebJunction
WebJunction はビル&メリンダ・ゲイツ財団の寄付によって設立されたOCLCの部門である。

## QuestionPoint
QuestionPoint は図書館が利用者と様々な方法でコミュニケーションをとるためのツールを提供する問い合わせ管理サービスである。世界中の加盟図書館の協力で成り立っている。

## 地域サービスプロバイダ
OCLCと契約した地域サービスプロバイダは、OCLCサービスのためのサポートとトレーニングを提供する。以下の表はOCLCサービスだけを表している。
| 名称                                            | 地域 | ウェブサイト                                    |
| ----------------------------------------------- | --- | ----------------------------------------------- |
| Amigos Library Services                         | アリゾナ州、アーカンソー州、ニューメキシコ州、オクラホマ州、テキサス州 | www.amigos.org                                  |
| BCR (Bibiographic Center for Research)          | アラスカ州、コロラド州、アイダホ州、アイオワ州、カンザス州、モンタナ州、ネバダ州、オレゴン州、ユタ州、ワシントン州、ワイオミング州 | www.bcr.org                                     |
| INCOLSA                                         | インディアナ州 | www.incolsa.net                                 |
| ILLINET                                         | イリノイ州 |                                                 |
| MINITEX Library Information Network             | ミネソタ州、ノースダコタ州、サウスダコタ州 | www.minitex.umn.edu                             |
| MLC (Michigan Library Consortium)               | ミシガン州 |                                                 |
| MLNC (Missouri Library Network Corporation)     | ミズーリ州 | www.mlnc.org                                    |
| NEBASE                                          | ネブラスカ州 | www.nlc.state.ne.us/netserv/nebase/nebserv.html |
| NELINET                                         | コネチカット州、メイン州、マサチューセッツ州、ニューハンプシャー州、ロードアイランド州、バーモント州 | www.nelinet.net                                 |
| Nylink                                          | ニューヨーク州 | nylink.org                                      |
| OHIONET                                         | オハイオ州、ウェストバージニア州、ペンシルベニア西部 | www.ohionet.org                                 |
| LYRASIS                                         | デラウェア州、メリーランド州、ニュージャージー州、ペンシルベニア州、ウェストバージニア州、アラバマ州、フロリダ州、ジョージア州、ケンタッキー州、ルイジアナ州、ミシシッピ州、ノースカロライナ州、サウスカロライナ州、テネシー州、バージニア州、西インド諸島 | www.lyrasis.org/                                |
| WILS                                            | ウィスコンシン州 | www.wils.wisc.edu/                              |
| FEDLINK                                         | アメリカ連邦図書館群 | www.loc.gov/flicc/                              |
| OCLCサービスセンター                            | |                                                 |
| OCLC Eastern Service Center                     | ワシントンD.C.、メリーランド州、バージニア州 |                                                 |
| OCLC Western Service Center                     | アラスカ州、カリフォルニア州、ハワイ州、アイダホ州、モンタナ州、オレゴン州、ワシントン州、グアム |                                                 |
| OCLC Asia Pacific                               | |                                                 |
| OCLC Canada                                     | |                                                 |
| OCLC Latin America                              | |                                                 |
| OCLC PICA (OCLC Europe, Middle East and Africa) | |                                                 |